# La llavor del diable
La llavor del diable (títol original en anglès, Rosemary's Baby) és una pel·lícula dirigida per Roman Polanski, estrenada el 1968. Va ser el primer film que Polanski va rodar als Estats Units. També va ser la primera pel·lícula de qualitat que va tractar el tema del naixement de l'Anticrist, i va representar un dels èxits més grans de la Paramount amb més de trenta milions de dòlars de guanys i va suposar un enorme impacte social.

## Argument
Els Woodhouse són un matrimoni novaiorquès que es muda a un edifici situat davant de Central Park, sobre el qual, segons un amic, pesa una maledicció. Un cop instal·lats, es fan amics de Minnie i Roman Castevet, uns veïns que els satisfan d'atencions. Davant la perspectiva d'un bon futur, els Woodhouse decideixen tenir un fill, però, quan Rosemary es queda embarassada, l'únic que recorda és haver fet l'amor amb una estranya criatura que li ha deixat el cos ple de marques. Amb el pas del temps, Rosemary comença a sospitar que el seu embaràs no és normal.

## Repartiment
- Mia Farrow: Rosemary Woodhouse
- John Cassavetes: Guy Woodhouse
- Ruth Gordon: Minnie Castevet
- Sidney Blackmer: Roman Castevet
- Maurice Evans: Edward 'Hutch' Hutchins
- Clay Tanner: Satanàs
- Ralph Bellamy: Dr. Sapirstein
- Victoria Vetri: Terry
- Patsy Kelly: Laura-Louise
- Elisha Cook, Jr. como: Sr. Nicklas
- Emmaline Henry: Elise Dunstan

## Premis i nominacions

### Premis
- 1969: Oscar a la millor actriu secundària per Ruth Gordon[3]
- 1969: Globus d'Or a la millor actriu secundària per Ruth Gordon

### Nominacions
- 1969: Oscar al millor guió adaptat per Roman Polanski[3]
- 1969: Globus d'Or a la millor actriu dramàtica per Mia Farrow
- 1969: Globus d'Or al millor guió per Roman Polanski
- 1969: Globus d'Or a la millor banda sonora per Krzysztof Komeda
- 1970: BAFTA a la millor actriu per Mia Farrow